# New Weston (Ohio)
New Weston es una villa ubicada en el condado de Darke en el estado estadounidense de Ohio. En el Censo de 2010 tenía una población de 136 habitantes y una densidad poblacional de 205,12 personas por km².

## Geografía
New Weston se encuentra ubicada en las coordenadas 40°20′13″N 84°38′37″O / 40.33694, -84.64361. Según la Oficina del Censo de los Estados Unidos, New Weston tiene una superficie total de 0.66 km², de la cual 0.66 km² corresponden a tierra firme y (0%) 0 km² es agua.

## Demografía
Según el censo de 2010, había 136 personas residiendo en New Weston. La densidad de población era de 205,12 hab./km². De los 136 habitantes, New Weston estaba compuesto por el 97.79% blancos, el 1.47% eran afroamericanos, el 0% eran amerindios, el 0% eran asiáticos, el 0% eran isleños del Pacífico, el 0% eran de otras razas y el 0.74% pertenecían a dos o más razas. Del total de la población el 5.15% eran hispanos o latinos de cualquier raza.